# Harald Ruiss
Harald Ruiss (* 16. Juli 1981 in Wien) ist ein ehemaliger österreichischer Fußballschiedsrichter. Er war Mitglied des Wiener Fußballverbands und gehörte dem Wiener Schiedsrichterkollegium an.

## Laufbahn als Fußballschiedsrichter

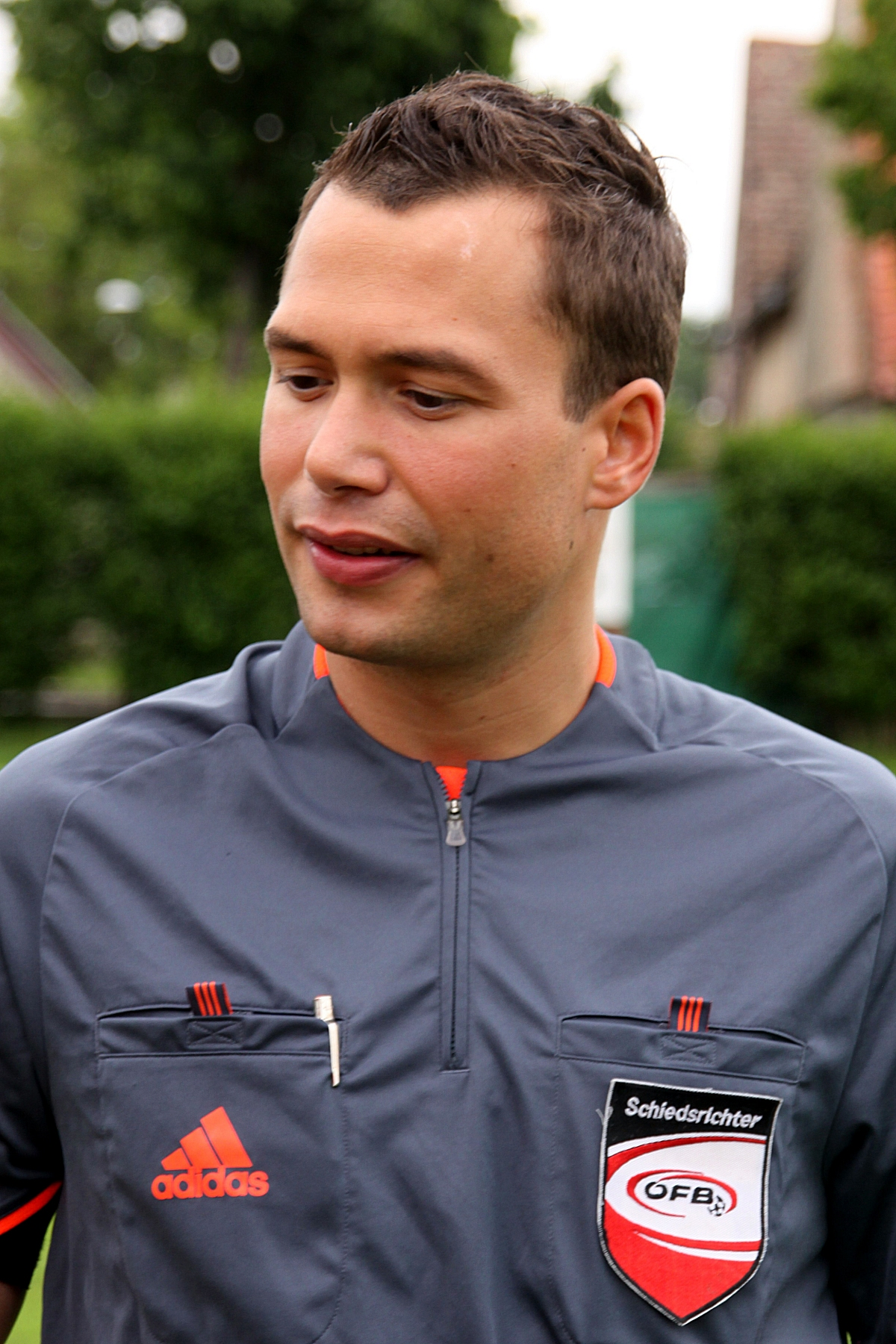
Harald Ruiss im Porträt

Harald Ruiss begann seine Karriere im Rahmen eines Anfängerlehrganges im Jahr 1999. Durch seine stetig positiven Leistungen gelang ihm im in der Saison 2005/06 der Aufstieg in die Regionalliga.
Einen weiteren großen Schritt in seiner Karriere als Fußballschiedsrichter konnte Harald Ruiss im Frühjahr 2010 setzen. Nachdem er bereits in der Saison 2008/09 zweimal unter besonderer Beobachtung gestanden hat und er auch am 30. Oktober 2009 sein Qualifikationsspiel in der Regionalliga Mitte zwischen dem FC Wels und dem FC Blau-Weiß Linz (0:3) erfolgreich absolviert hatte, kam Ruiss am 9. April 2010 am Voith-Platz im Spiel SKN St. Pölten gegen FC Red Bull Salzburg II (2:0) zu seinem ersten Qualifikationsspiel in der Ersten Liga (zweithöchste Leistungsstufe).
Nachdem er auch am 30. April 2010 das zweite Qualifikationsspiel zwischen dem FC Gratkorn und dem FC Dornbirn (5:0) absolvierte, stand seinem weiteren Aufstieg nichts mehr im Weg. Mit Beschluss des Schiedsrichter-Ausschusses Bundesliga/Elite vom 31. Mai 2010 wurde Harald Ruiss ab der Saison 2010/11 in den Kader der Ersten Liga aufgenommen. Einen Höhepunkt in seiner Karriere stellte die Spielleitung des Cup-Spiels Austria Amateure gegen Rapid dar, das nach 120 Minuten im Elfmeterschießen entschieden wurde. In der Saison 2010/11 leitete er elf Spiele in der Ersten Liga.
In der Saison 2011/12 stand mit dem Freundschaftsspiel SK Rapid Wien gegen FC Valencia ein brisantes Duell eines österreichischen Klubs gegen einen internationalen Top-Klub (dritter Platz in der spanischen Liga 2010/11) unter seiner Leitung. Dieses endete mit einem 4:1-Erfolg für den SK Rapid. Mit der Begegnung FC Blau-Weiß Linz gegen den Wolfsberger AC (2:2) hatte er bisher sein bisher schwierigstes Spiel zu leiten, welches aufgrund der vier gezeigten gelb-roten Karten für mediales Aufsehen sorgte.

## Karriereende im Profibereich
Am 15. Mai 2012 trat Harald Ruiss als Bundesligaschiedsrichter zurück und kam damit seiner bevorstehenden Abstufung in die dritte Leistungsstufe (Regionalliga) zuvor. In einem achtseitigen offenen Brief, den er an die Führungsfunktionäre des Bundesligaausschusses Elite, an den ÖFB und an zahlreiche österreichische, deutsche und Schweizer Medien übersandte, kritisierte Harald Ruiss die Führungsfunktionäre des Elite-Komitees. Seine Kritik richtete sich vor allem gegen den Vorsitzenden Johann Hantschk und den Schiedsrichtermanager Fritz Stuchlik. Wie Ruiss in dem Schreiben betonte, wollte er damit wachrütteln und für seine ehemaligen Kollegen eine faire Beurteilungsbasis schaffen. Zudem warf Ruiss dem Komitee vor, „Freunderlwirtschaft“ und Sportpolitik auf dem Rücken der Schiedsrichter zu betreiben. Am 17. August 2012 wurde Harald Ruiss aufgrund seines offenen Briefes durch einen ÖFB-Disziplinarausschuss zu einer viermonatigen Sperre und einer Geldstrafe in Höhe von 200 Euro in erster Instanz verurteilt. Es wurden ihm „Unsportlichkeit“, „unkollegiales Verhalten“, „Beleidigung“ sowie „Verspottung“ zur Last gelegt. Ruiss legte daraufhin Protest ein. Diesem wurde am 29. November 2012 durch den ÖFB-Rechtsmittelsenat stattgegeben. Ein unkollegiales bzw. unsportliches Verhalten konnte nicht festgestellt werden und das Verfahren wurde mangels strafbaren Tatbestands eingestellt.

## Gründung der IG Referee
Als Reaktion auf die Schiedsrichter-Kritik gründete Ruiss im Juli 2012 die Interessengemeinschaft Referee (IG Referee), die sich als gemeinnütziger Verein für Verbesserungen im österreichischen Schiedsrichterbereich einsetzt und die allgemeinen und/oder individuellen Interessen der im österreichischen Bundesgebiet tätigen Schiedsrichter vertritt. Seit ihrem Bestehen ist er deren Vorsitzender.

## Berufliches
Nach der Matura studierte Ruiss an der Universität Wien Geschichte und Deutsch auf Lehramt und war seit Abschluss seines Studiums als Lehrer an der HTL Wien West tätig. 
Mit Wirkung vom 1. September 2024 wurde Harald Ruiss vom Bundesminister für Bildung, Wissenschaft und Forschung, Univ.-Prof. Dr. Martin Polaschek, über die Bildungsdirektion NÖ zum Direktor des BG/BRG Purkersdorf bestellt.
Ruiss war u. a. Universitätslektor, Mitarbeiter am Fachdidaktikzentrum für Geschichte an der Universität Wien, in den Jahren 2010 und 2011 Mitherausgeber des Magazins „Historische politische Bildung“. Zudem war er seit dem Jahr 2010 als Mentor in der Ausbildung von Lehramtsstudierenden an der Universität Wien tätig und betreute diese im Rahmen ihrer fachpraktischen Ausbildung.
Ruiss ist Mitglied einer Freiwilligen Feuerwehr in NÖ und Sachbearbeiter für Öffentlichkeitsarbeit und Dokumentation.